# Гейєр Віктор Георгійович
Віктор Георгійович Гейєр (11 листопада 1903, Вінниця — 31 січня 1990) — український радянський науковець, професор, доктор технічних наук, заслужений діяч науки УРСР.

## Біографія
Народився 11 листопада 1903 року у місті Вінниці. В 1921 році закінчив школу і до 1925 року працював слюсарем і токарем механічної майстерні, навчаючись одночасно на вечірніх робочих курсах. У 1925–1926 роках у Донбасі працював токарем механічних майстерень Чистяковського рудоуправління (шахта «Червона зірка», Чистякове). Із 1926 року навчання і трудова діяльність його пов'язані з Донецьким політехнічним інститутом. Навчання в Донецькому гірничому інституті (1926–1930), аспірант, асистент, доцент (1935–1953), професор (1953–1990), завідувач кафедри гірничої механіки (1964–1990). Проректор із наукової роботи інституту (1955–1971). Кандидат технічних наук (1935), доктор технічних наук (1952), професор по кафедрі гірничої механіки (1953), заслужений діяч науки УРСР (1963).
Помер 31 січня 1990 року.

## Наукова робота
Зробив великий внесок у становлення і розвиток навчальних дисциплін стосовно стаціонарного обладнання і машин вугільних шахт. Автор низки фундаментальних підручників і навчальних посібників, які витримали ряд видань, по них багато років навчались студенти гірничих вузів і факультетів СРСР. Серед них підручники:
- «Рудничные вентиляторы и водоотливные установки» (1950 і 1955; співавтор В. С. Пак);
- «Гидравлика и гидропривод» (1970, 1981 і 1992; співавтори В. С. Дулин, А. Г. Боруменский, А. Н. Зоря);
- «Шахтные вентиляторные и водоотливные установки» (1987, співавтор Г. М. Тимошенко).

Створив наукову школу в галузі автоматизації шахтних вентиляторних і водовідливних установок, гідравлічного видобутку вугілля, теорії і методів розрахунку ерліфтних установок. Розроблені ним схеми автоматизації водовідливу (1950) стали основою для створення і серійного випуску апаратури автоматизації вживаних водовідливних установок. Автор і керівник робіт для створення і впровадження вперше у світовій гірничій науці і практиці унікальних ерліфтних гідропідйомів вугілля шахт «Красноармійська» та ім. 60-річчя СРСР. Ерліфтні гідропідйоми увійшли складовою частиною до ліцензійної угоди на продаж ліцензії із гідравлічного видобутку вугілля США і Японії. За розробку і впровадження спеціальних засобів відкачування води із затоплених шахт Донбасу професор Гейєр В. Г. удостоєний звання лауреата Державної премії СРСР (1948, премія першого ступеня).
Підготував 6 докторів і 60 кандидатів наук, опублікував більше 300 наукових робіт, у тому числі більше 100 авторських свідоцтв на винаходи.

## Нагороди, пам'ять

меморіальна дошка

Нагороджений орденом Трудового Червоного Прапора, одинадцятьма медалями, трьома знаками «Шахтарська слава» І, II і III ступенів, багатьма іншими відомчими знаками, грамотами, медалями ВДНГ СРСР і УРСР.
В Донецьку, на будівлі Донецького національного технічного університету за адресою вул. Артема, 58, де з 1931 по 1990 рік працював Віктор Гейєр, встановлено меморіальну дошку.